# پالمیروس خدا
پالمیروس خدا (انگلیسی: Palmiro Di Dio؛ زادهٔ ۶ ژوئیهٔ ۱۹۸۵) بازیکن فوتبال اهل ایتالیا است.
از باشگاه‌هایی که در آن بازی کرده‌است می‌توان به باشگاه فوتبال رجینا، باشگاه فوتبال فوجا، باشگاه فوتبال باری، باشگاه فوتبال لوگانو، باشگاه فوتبال ناپولی، و باشگاه فوتبال ترنانا اشاره کرد.
وی همچنین در تیم‌های ملی فوتبال بازی کرده‌است.